# 141 (số)
141 (một trăm bốn mươi mốt) là một số tự nhiên ngay sau 140 và ngay trước 142.